# Doctrine des Témoins de Jéhovah
 (juillet 2008).
Si vous disposez d'ouvrages ou d'articles de référence ou si vous connaissez des sites web de qualité traitant du thème abordé ici, merci de compléter l'article en donnant les références utiles à sa vérifiabilité et en les liant à la section « Notes et références ».
La doctrine des Témoins de Jéhovah est fondée sur « La Bible : Traduction du monde nouveau », considérée comme la parole inspirée de Dieu. Elle est régulièrement présentée dans leurs publications, toutes produites par la société Watchtower. Leurs principaux périodiques sont La Tour de garde et Réveillez-vous !, mais ils éditent aussi des livres, des brochures, des vidéos, etc. Un grand nombre de leurs croyances sont communes aux mouvements chrétiens fondamentalistes, tandis que certaines leur sont spécifiques.

## Importance de la Bible

### Utilisation de leur traduction de la Bible, considérée comme intégralement véridique
Les Témoins de Jéhovah sont un mouvement fondamentaliste, dont les dogmes et les croyances sont fondés sur leur traduction de la Bible.

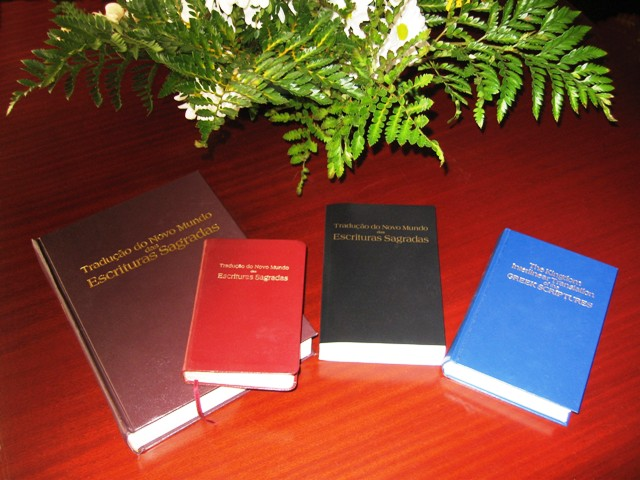
Quelques éditions de la Traduction du Monde Nouveau

Les Témoins de Jéhovah éditent et utilisent leur propre traduction de la Bible, traduite de l'édition anglaise en tenant compte des textes hébreux et grecs, qui est réalisée par un comité de traducteurs anonymes : Les Saintes Écritures - Traduction du Monde Nouveau.
Les membres du comité qui a traduit la Traduction du Monde Nouveau (TMN) ont souhaité demeurer anonymes, avec le but indiqué de s'assurer que la gloire va à Dieu et non pas à eux. En 1950, ce comité a déclaré que la vraie valeur de la TMN se fera connaître, non par la révélation des noms du comité de traduction, mais plutôt par la fidélité de la traduction au texte grec et par l'aide qu'elle apporte pour ce qui est de faire comprendre la Parole de Dieu aux humains. Un ancien membre du Collège central, Raymond Franz, a déclaré que le comité de traduction s'est composé de Frederick William Franz, de George Gangas, de Karl Klein, de Nathan Knorr et d'Albert Schroeder.
La Traduction du Monde Nouveau contient une version spécifique au mouvement de certains versets de la Bible, qui sont ainsi plus conformes à la doctrine des Témoins. Les passages en question concernent principalement la divinité du Christ. Elle introduit en outre le nom 'Jéhovah' 237 fois dans le Nouveau Testament, même si les manuscrits grecs du Nouveau Testament ne contiennent pas 'Jéhovah', mais 'Seigneur'.
La Traduction du Monde Nouveau qui ne retient de la Bible que les livres figurant dans le canon protestant, est considérée par les témoins de Jéhovah, comme intégralement véridique. Ses récits sont tous considérés par eux, comme historiques et scientifiquement valables. De plus, la bible prédirait des évènements de l'époque contemporaine, principalement dans le livre de l'Apocalypse (ou Révélation).
Selon eux, la connaissance spirituelle véritable viendrait de la Bible, dont la compréhension serait éclairée par 'l'esclave fidèle et avisé' mentionné en Matthieu 24:45-47. Selon la doctrine actuelle, il s'agirait de la direction spirituelle provenant de la société Watchtower.
Leur doctrine indique que Dieu aurait guidé le travail de rédaction de la Bible par le moyen de son Esprit Saint, en inspirant une quarantaine de "secrétaires" humains, dont Moïse, Josué, David, Salomon, Daniel, Paul et Jean. Il existerait plusieurs raisons fondamentales pour lesquelles il conviendrait d'examiner la Bible : elle affirmerait provenir de notre Créateur ; elle permettrait de comprendre le sens de la vie et la signification des conditions mondiales actuelles ; et elle proposerait des solutions à nos problèmes actuels. Les preuves de son inspiration seraient manifestes à travers la réalisation de ses prophéties, son exactitude scientifique et son harmonie interne.
Les Témoins de Jéhovah prennent la Bible "au pied de la lettre" chaque fois que le contexte le permet. Ils prétendent adhérer à l'ensemble du récit biblique. Le Déluge est pour eux un fait historique.

### Jéhovah

Pour les Témoins de Jéhovah, le vrai nom de Dieu est Jéhovah, une des lectures du tétragramme YHWH

Les Témoins de Jéhovah croient en un Dieu unique, qu'ils doivent adorer sous le nom de Jéhovah.
Pour les Témoins, 'Jéhovah' est, dans sa forme francisée, le nom que Dieu lui-même s'est donné, et qui correspond à יהוה  (en hébreu, l'équivalent des lettres JHVH ou YHWH) dans la Bible (Psaumes 83:18), et signifie « Il fait devenir », montrant par là que Dieu se propose de devenir tout ce qu'il lui plaira d'être pour réaliser ses desseins. C'est le seul vrai Dieu, et à ce titre il mérite d'être adoré (1 Corinthiens 8;5,6 ; Révélation 4:11). Il est un esprit et aucun homme ne l'a jamais vu (Psaumes 11:4,5 ; Jean 1:18). Il est la personnification de l'amour (1 Jean 4:8) et manifeste à la perfection d'autres qualités dont la justice (Deutéronome 32:4), la puissance (Isaïe 40:26) et la sagesse (Job 12:13). Il faut aimer Dieu de toute sa personne (Matthieu 22:37) et éprouver une crainte salutaire de lui déplaire (1 Pierre 2:17). Il est possible de connaître Dieu au moyen de sa création qui témoigne de ses qualités (Romains 1:20 ; Psaume 19:1-6) et de la Bible où il dévoile qui il est, ce qu'il a l'intention de faire et ce qu'il attend des humains (Amos 3:7). Les Témoins estiment qu'il est nécessaire d'employer le nom de Dieu (Malaki 3:16 ; Romains 10:13), c'est même l'un des signes du vrai culte.
Ce nom de Témoins de Jéhovah a été adopté en 1931. D'après eux, ce nom est le signe qu'ils sont qualifiés comme serviteurs de Jéhovah Dieu auquel ils rendent témoignage pour sa divinité et ses desseins. Ils « se réfèrent au 43e chapitre d’Isaïe (...), [dans lequel] la scène du monde est comparée à un tribunal où les dieux des nations sont invités à produire leurs témoins pour prouver leurs allégations de justice, ou bien à entendre les témoins en faveur de Jéhovah et à reconnaître la vérité ». Ils pensent que le verset 10, dans lequel Jéhovah s'adresse à son peuple et qui déclare : « Vous êtes mes témoins, dit Jéhovah, et mon serviteur que j’ai choisi, afin que vous reconnaissiez et que vous croyiez, et que vous compreniez que c’est moi », s'applique à eux. Ils affirment que Dieu a toujours eu des témoins sur la terre au cours des millénaires depuis la création de l'homme (Hébreux chapitres 11 et 12).
Ils récusent le dogme de la Trinité commun à la plus grande partie de la chrétienté. Pour eux l'Esprit Saint dont parlent les écritures est la force agissante de Dieu. (Genèse 1:2) et (Isaïe 40:12-13), Jésus-Christ n'est pas Dieu, mais Fils de Dieu et sa première créature (Colossiens 1:15), être parfait créé avant Adam.  
D'après eux, la Bible fait une distinction entre Dieu et Jésus, son fils : Christ est le Fils de Dieu, auquel il est inférieur (Jean 14:28; Jean 20:17; 1 Corinthiens 15:27), et constitue une personne différente de son Père (Matthieu 26:39 ; Jean 8:17,18). Le mot Trinité ne figure pas dans la Bible et cette croyance a, selon eux, des origines païennes. Les titres relatifs à Dieu qui s'appliquent également à Jésus Christ (tels que 'Alpha et Omega', 'Sauveur' ou 'Dieu') ne prouvent pas qu'ils sont une seule et même personne. L'Esprit Saint n'est pas une personne, mais la force agissante de Dieu (Psaume 104:30).
Satan fut à l'origine un ange créé parfait par Jéhovah, mais qui s'est rebellé.

### Croyances sur la Création
Les Témoins de Jéhovah considèrent que Jésus Christ fut la première des œuvres de Dieu (Colossiens 1:15 ; Révélation 3:14), et qu'il est aussi appelé sous le nom d'archange Michael dans la Bible (1 Thessaloniciens 4:16 ; Révélation 12:7-12). Il a connu une existence pré-humaine dans les cieux avant de venir sur terre, et a participé avec Jéhovah à la création (Proverbes 8:22-31 ; Colossiens 1:16,17). 
S'appuyant sur le récit de la création de la Genèse, ils croient qu'Adam et Ève, les premiers humains, ont été créés parfaits et placés dans le paradis terrestre.
Les Témoins de Jéhovah rejettent les théories évolutionnistes, l'Homme et l'univers ayant été créés par Dieu (Psaume 100:3 ; Hébreux 3:4). Ils ne croient pas que Dieu a créé le monde en 6 jours de 24 heures, mais en une période de plusieurs millénaires divisée en 6 sous-périodes appelées jours de création. Quant au 7e jour, ils se réfèrent à Genèse 2:2-3, pour penser qu'il n'est pas encore terminé puisqu'il n'est pas fait mention du soir de ce jour et du matin suivant. Ils croient que le premier homme, Adam était un être parfait c'est-à-dire qu'il vint à la vie pleinement formé, doté d’une constitution et d’une santé parfaite en 4026 avant notre ère. Ils réfutent totalement la chronologie profane avant l’époque de l’alliance conclue avec Abraham (environ 2 083 ans après la date qu'ils avancent pour la création d’Adam)
, car ils affirment dans leur littérature que la méthode de datation basée sur la radioactivité des éléments repose sur 'la spéculation et la supposition'.

### Le péché d'Adam, et ses conséquences
S'appuyant sur le récit de la création de la Genèse, les Témoins de Jéhovah croient qu'Adam et Ève, les premiers humains, ont été créés parfaits et placés dans le paradis terrestre par Jéhovah, et lui ont désobéi, tentés par Satan. 
D'après eux, Satan le Diable est une créature spirituelle créée parfaite par Jéhovah, mais qui s'est rebellée (Jean 8:44) en souhaitant être l'objet de l'adoration des humains (Matthieu 4:8-10)  et s'est adressé à Ève par serpent interposé, la poussant à désobéir (Genèse 3:1-5 ; Révélation 12:9). De ce fait, il a soulevé deux questions : il a remis en cause la souveraineté de Dieu pour ce qui est de dominer sur sa création, et a prétendu qu'aucun humain ne servirait fidèlement Dieu par amour (Job 1:8-11). C'est Satan qui domine le monde actuellement (Jean 14:30 ; 2 Corinthiens 4:4 ; 1 Jean 5:19) et il est le chef des démons. Pour tromper les humains, il utilise la fausse religion (Jean 8:44), la nécromancie (Deutéronome 18:10-12 ; Actes 19:18,19), le nationalisme, les mauvais désirs (Galates 6:7,8) et se sert de la persécution ou de l'opposition (1 Pierre 5:8,9). Après Har-Maguédôn, il sera enchaîné par Jésus et maintenu dans l'abîme (lieu d'inactivité) pour 1 000 ans, après quoi il sera délié pour un peu de temps et tentera tous les humains alors parvenus à la perfection, et sera finalement détruit pour toujours avec ses démons (Révélation 20:1-3,7-10).
C'est depuis le péché d'Adam que l'homme est mortel. Pour le jéhovisme, doctrine annihilationiste, la croyance en l'immortalité de l'âme est fausse et résulte d'un mensonge de Satan, le diable. 
La mort est due au péché d'Adam (Romains 5:12). L'âme humaine est l'être humain,  elle n'est pas un concept indépendant ; Dieu donne la vie en donnant le souffle de vie. (Genèse 2:7) : Dieu forma alors l’homme avec de la poussière [tirée] du sol et il souffla dans ses narines le souffle de vie, et l’homme devint une âme vivante. Lorsque l'humain meurt, le souffle de vie disparaît. Le mouvement rejette le concept de l'immortalité de l'âme (Psaume 146:4 ; Ecclésiaste 9:5 ; Ézékiel 18:4) et par conséquent le culte des morts. L’âme et l'esprit sont deux choses distincts. (Hébreux 4:12 ; 1 Corinthiens 15:46 ; Jude 19) 
Il n'existe donc pas d'enfer où les âmes subissent une damnation éternelle ; l' Enfer ou Hades ou bien Shéol, selon différentes traductions de la bible, peut rendre ses morts (Révélation 20:13), si bien que  (géhenne) dont il est question dans la plupart des traductions des écritures est simplement la destruction définitive, une mort sans résurrection possible.
À la suite de la faute d'Adam, Jéhovah a prévu un plan de salut pour l'homme. Il a envoyé Jésus, qui s'est incarné pour enseigner aux hommes la vérité sur Dieu, « je leur est fait connaitre ton nom » (Jean 17:6)  et montrer la voie à suivre aux chrétiens. 
Jésus a donné sa vie en rançon pour racheter la faute d'Adam. (Romain 5:12-21 ; Romain 20:28)
De même que la Bible annonçait la venue de Jésus-Christ, elle prédit le rétablissement du royaume de Dieu après la bataille d'Armageddon. Les Témoins de Jéhovah croient que d'après ce qu'il est possible de déduire des prédictions de la Bible, ces derniers temps sont arrivés; (2 Timothée 3:1-13 ; Matthieu 24: 3-14))  la proximité d'Har-Maguédôn est donc une part importante de leur doctrine. 
L’œuvre de prédication de la bonne nouvelle du royaume de Dieu, selon le commandement du Christ est primordiale chez les témoins de Jéhovah (Matthieu 28:19 ; Actes 20:20 ; 2 Timothée 4:2). Ils se considèrent et revendiquent être la seule et unique entité religieuse à accomplir le passage de Matthieu 24:14 : « De prêcher la bonne nouvelle du royaume sur toute la terre habitée. »

### Eschatologie

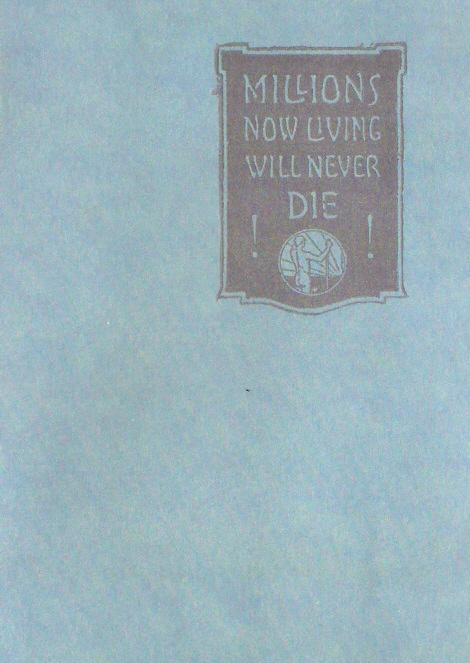
« Des millions de personnes actuellement vivantes ne mourront jamais ! » (Couverture d'un livre de la Watchtower datant de 1920)

Les Témoins de Jéhovah sont un mouvement millénariste, ils déduisent des textes bibliques l'idée qu'il y aura un règne terrestre du Messie préalablement au Jugement dernier.
Selon eux, le plan de salut de Dieu pour sauver l'homme comporte la succession de plusieurs âges : l'époque des patriarches, celle de la première Alliance où les juifs étaient le peuple élu, et celle de la seconde Alliance, ou temps des gentils. 
Au cours de ce « temps des gentils », 144 000 oints ont été choisis par l'Esprit Saint, (Révélation 14.1) qui serviront dans les cieux en tant que rois, juges et prêtres au côté de Jésus-Christ dans le Royaume de Dieu.(Révélation 5:10)
À la fin du monde actuel, le Royaume de Dieu sera restauré sur Terre. Jéhovah, par le moyen de son Royaume, détruira lors de la bataille d'Armageddon tous ceux qui refusent de se soumettre à sa volonté et supprimera tous les gouvernements terrestres existants.(Daniel 2:44)
Jésus Christ régnera alors pendant mille ans dans la justice et la paix sur un monde libéré de la guerre et de la maladie, où la « grande foule » de ceux qui se sont consacrés à Jéhovah se conformeront à ses lois. 
La mort adamique (léguée par Adam) disparaîtra grâce à la rançon fournie par la mort de Jésus Christ. (Révélation 21:4) La plupart des humains qui sont morts avant Har-Maguédôn, ressusciteront et seront jugés (Actes 24:15 ; Révélation 20:12) pour pouvoir vivre sur la terre dans une société juste dirigée par Dieu pendant mille ans.
Au terme de ce Millénium, Satan sera libéré et tentera à nouveau les humains et l'humanité entière, à la fin du règne millénaire subira une ultime épreuve  (Révélation 20:7-9) Alors Jéhovah décidera de le détruire définitivement. Enfin Jéhovah gouvernera ensuite la terre pour l'éternité, régnant pour toujours sur le paradis terrestre restauré.
Les Témoins de Jéhovah estiment depuis l'époque de Russell que 1914 est une date clef marquant un événement important des derniers temps. 
En effet, se basant sur un chapitre du Livre de Daniel, ils estiment que le temps des gentils devait durer 2520 ans; et qu'il a débuté à la fin de la déportation à Babylone fixée d'après leurs calculs à 607 av. J.-C.
Russell et les Étudiants de la Bible croyaient que cette date de 1914 serait celle Har-Maguédôn. Comme il n'en fut rien, ils en déduisirent que, bien que la date ait été correctement calculée, l’événement attendu avait été mal compris : Jésus Christ était bien à nouveau présent, mais de façon invisible, et son règne avait commencé dans les Cieux. 
Les Témoins de Jéhovah pensent que nous sommes au « temps de la fin » (Daniel 12:4,9) ou « derniers jours » (2 Pierre 3:3) depuis 1914, jours décrits comme des temps difficiles (2 Timothée 3:1-5) et caractérisés par des catastrophes qui détruisent la terre habitée comme jamais auparavant : guerres, séismes, famines, pestes etc., ainsi qu’une intense activité de prédication (Matthieu 24:3-22, Marc 13:3-13).
La doctrine a longtemps maintenu que les derniers des oints de la génération de 1914 verraient l'instauration du Millénium; cette idée a été récemment nuancée dans ce sens que les oints qui ont fréquenté ceux de 1914 font partie de cette génération. Mais Harmaguédon est toujours considéré comme très proche.
Une seule route mène à la vie éternelle : apprendre à connaître Dieu et son Fils et exercer la foi en Jésus Christ (Jean 17:3 ; 1 Jean 5:11-13). Seul un petit troupeau de 144 000 personnes ira au ciel avec Jésus et naîtront de nouveau comme fils spirituels de Dieu pour la vie immortelle et pour régner sur la terre (Révélation 5:10). Les autres chrétiens - au sens restreint des seuls Témoins de Jéhovah - vivront éternellement sur terre.

## Place dans le christianisme
L'importance que les Témoins de Jéhovah accordent à la Bible et à sa compréhension les rattachent au protestantisme; leur eschatologie est en grande partie issue du Millenarisme de William Miller - il ne s'agit pas de la branche plus connue des adventistes du septième jour mais d'autres courants partageant les idées de George Storrs et Nelson Barbour. 

### Le modèle de l'église primitive
Eux-mêmes se considèrent avant tout comme des continuateurs du christianisme primitif, qu'ils prennent comme modèle.
Ils considèrent que la grande apostasie a commencé immédiatement après la mort du dernier apôtre, bien qu'il y ait eu déjà auparavant des signes avertisseurs et des apostats précurseurs peu de temps après l'ascension de Jésus et qu'elle est devenue totale lors du Concile de Nicée, quand le symbole de Nicée a été adopté, instituant la doctrine de la Trinité et le dogme de la croix comme principe central de l'orthodoxie chrétienne. 
Les Témoins de Jéhovah croient que Dieu a restauré le vrai christianisme par leur moyen, lorsque Charles Taze Russell a initié le mouvement des Étudiants de la Bible.
L'instauration d'un clergé est rejeté ; clergé et titres spéciaux sont considérés comme contraires à la Bible (Matthieu 23:8-11).
Voilà ce qu'admet une de leurs revues : "Sommes-nous sensibles à la notion de hiérarchie ? (..) Il n’y a évidemment rien de mal à ce qu’un chrétien aspire à des responsabilités dans la congrégation. Paul a même encouragé cet état d’esprit (1 Timothée 3:1). Reste qu’une attribution de service n’est en aucun cas un signe de réussite marquant le passage à l’échelon supérieur d’une hiérarchie. Jésus n’a-t-il pas dit : " Quiconque veut devenir grand parmi vous doit être votre serviteur, et quiconque veut être premier parmi vous doit être votre esclave. " (Matthieu 20:26, 27). En clair, il serait mal d’envier ceux qui ont plus de responsabilités que nous, comme si notre valeur aux yeux de Dieu dépendait du " rang " que nous occupons dans son organisation. "
L'autorité spirituelle des Témoins de Jéhovah est détenue par l'esclave fidèle et avisé, expression employée par Jésus en Matthieu 24:45, et qui d'après le mouvement religieux, se rapporte à la partie restante sur terre du groupe de 144 000 humains ayant l'espérance de vivre au ciel. Parmi les éléments composant l'esclave fidèle et avisé, un groupe d'anciens, appelé Collège central en référence au groupe d'apôtres et d'anciens dirigeant la congrégation chrétienne du Ier siècle (Actes 15) dirige l'ensemble des activités au niveau international. La Société WatchTower est l'instrument juridique des Témoins de Jéhovah utilisé par le Collège central.

### Exclusivité du salut
Si la direction spirituelle de la Société Watchtower constituée des quelques membres survivants du groupe des oints est considérée comme 'l'esclave fidèle et avisé' mentionné en Matthieu 24:45-47, à l'opposé le 'mauvais esclave' représente les autres religions chrétiennes considérées comme apostates. Elles sont assimilées à « Babylone la Grande », la religion qui s'est pervertie et enrichie en se prostituant avec les rois de la Terre.
Les Témoins de Jéhovah considèrent qu'elles ont repris des pratiques issues des cultes païens, comme la fête de Noël, l'adoration de la croix ou le culte des images et qu'elles font partie de l’organisation de Satan.
La Société Watchtower estime être la seule véritable religion, à l'exclusion de toute autre forme de culte. Elle pense être d'origine divine et ainsi se démarquer très nettement de toutes les autres organisations. Dans cette optique, les autres religions - y compris celles de la chrétienté - sont considérées par elle comme fausses et apostateset sont, selon le mouvement, identifiées sous les traits d'une prostituée (connue sous le nom de 'Babylone La Grande' dans la Bible) assise sur une bête sauvage, à qui il est reproché de se compromettre avec les nations du monde des humains, d'enseigner de fausses doctrines, et de combattre les vrais chrétiens (c'est-à-dire les Témoins de Jéhovah).
Il s'ensuit que les religions dans leur ensemble font l'objet d'une profonde hostilité de la part de la Société Watchtower, sentiment qui transparaît dans ses publications à tel point qu'un détracteur du mouvement a pu écrire que l'« une des critiques les plus communes des Témoins de Jéhovah au fil des années a trait à leurs dénonciations directes des autres fois, chefs religieux et ecclésiastiques ».
Le catholicisme est particulièrement visé, mais également par extension toutes les religions qui sont supposées éloigner les hommes de Dieu et les soumettre à l'influence de Satan.
Du fait de l'hostilité de la Société Watchtower à l'encontre des autres religions, le fidèle Témoin de Jéhovah doit se tenir résolument séparé des autres religions et refuse de participer à toutes les relations interconfessionnelles ou œcuméniques. Il ne doit pas effectuer de rituel d'un autre culte (faire le signe de croix, brûler de l'encens à des fins religieuses, ...).

### Rejet des pratiques «païennes»
Les Témoins de Jéhovah se distinguent également des autres confessions chrétiennes par le rejet d'un certain nombre de pratiques ou de symboles qu'ils considèrent comme païens.
Selon les publications du mouvement religieux, « un faisceau de preuves indique que Jésus est mort sur un poteau dressé, et non sur une croix, comme le veut la tradition ». Pour défendre cette croyance, les Témoins de Jéhovah font remarquer que le mot grec stauros rendu par 'croix' dans les Bibles actuelles désigne essentiellement un 'poteau' ou 'pieu', sans barre transversale, et que ce n'est que plus tard qu'il en est venu à s'appliquer à une croix. Ils notent aussi que parfois la Bible désigne l'instrument de torture du Christ sous le mot grec xulon qui désignerait un « bois coupé et prêt à être utilisé (...), poutre, pieu, (...) bâton, (...) poteau sur lequel les criminels étaient empalés ». Par ailleurs, ils affirment que la croix trouve son origine dans le paganisme.
L'utilisation d'images dans le culte est rejeté (iconoclasme). La congrégation du Christ est bâtie sur lui-même (Actes 4:10,11 ; 1 Corinthiens 3:11 ; Éphésiens 2:20). Il ne faut pas utiliser des images comme objets de culte (Exode 20:4,5 ; Psaume 115:4-8 ; Jean 4:24) ; la vénération de la Vierge Marie et des saints est donc rejetée.

## Principes moraux

### Vie de famille
La structure de famille est de type patriarcale : le mari, chef de la famille, doit traiter et aimer son épouse de la même manière que Jésus l'a fait envers ses disciples (1 Corinthiens 11:3). Il est considéré comme ayant l'autorité finale sur les décisions importantes. Il ne doit pas abuser de son autorité sur sa femme de quelque façon (Colossiens 3:19 ; 1 Pierre 3:7). Au contraire, il doit pourvoir aux besoins matériels, spirituels et affectifs de sa famille. Ne pas le faire peut être un motif d'exclusion (1 Timothée 5:8 ; Deutéronome 6:4-9 ; Éphésiens 6:4). Il ne doit avoir qu'une seule épouse (1 Timothée 3:2). 
L'épouse doit être soumise à son mari et éprouver un profond respect pour lui (Éphésiens 5:22,23,33). 
Les parents ont l'obligation d'enseigner leurs enfants (Proverbes 22:6,15). La discipline parentale doit être administrée (Colossiens 3:21). Les enfants sont chargés d'obéir à leurs parents (Éphésiens 6:1-3).
Les couples sont encouragés à parler avec les anciens locaux s'ils ont des problèmes. Ils peuvent se séparer uniquement dans le cas de maltraitance ou de négligence physiques, ou si l'un des deux essaie d'empêcher l'autre de pratiquer sa foi. Le divorce est permis seulement en cas d'adultère (Matthieu 19:6-9).

### Morale sexuelle
Les Témoins de Jéhovah doivent respecter des normes morales énoncées dans la Bible et telles qu'elles sont comprises par la Société Watchtower qui ensuite fait paraître son point de vue dans ses publications. Toute pratique sexuelle relevant de la pornéia (mot grec employé dans la Bible et incluant la présence d'un partenaire) est interdite (Galate 5:19-21 ; 1 Corinthiens 6:9-11 ; Éphésien 5:3-5) : elle englobe la fornication (relations sexuelles avant ou en dehors du mariage), l'adultère,(Hébreux 13:4), l'homosexualité, (Lévitique 18:22 ; Romain 1:26-27) l'inceste, la zoophilie, et le remariage après un divorce non motivé par un adultère. Par ailleurs, la masturbation et les pratiques sexuelles jugées inconvenantes sont déconseillées. (Colossien 3:5)

### Pratiques condamnées
Les Témoins de Jéhovah se doivent de haïr ce que Dieu considère comme étant mal (Psaume 97:10). Cela inclut les pratiques sexuelles énumérées ci-dessus, ainsi que le mensonge (Proverbes 6:16-19 ; Colossiens 3:9,10), les jeux d'argent (Isaïe 65:11), le vol (Éphésiens 4:28), la colère et la violence (Psaume 11:5), les sorts magiques et le spiritisme (Deutéronome 18:9-13), l'ivrognerie (Proverbes 23:20,21,29-35 ; 1 Corinthiens 5:11-13), l'introduction du sang dans son corps par voie buccale ou intraveineuse (Actes 15:19-21), l'avortement (Exode 21:22,23 ; Psaume 127:3), les sports violents ou à risques (Deutéronome 22:8 ; Psaume 11:5), le tabagisme et la drogue (Romains 6:19 ; 12:1 ; 2 Corinthiens 7:1), les fêtes jugées contraires aux normes bibliques. C'est l'amour pour Dieu qui doit les motiver à rejeter ces pratiques (1 Jean 5:3). Tout Témoin de Jéhovah pratiquant ces choses peut être exclu ou excommunié (1 Corinthiens 5:11-13) du mouvement s'il ne se repent pas (Actes 26:20) devant un collège formé d'anciens (Jacques 5:14,15) du mouvement (appelé 'conseil de discipline religieuse'). 
Les Témoins de Jéhovah doivent obéir à toutes les lois humaines, sauf lorsqu'elles sont en conflit avec les lois divines (Matthieu 22:21 ; Actes 5:29).

### Ne pas faire partie du «monde»
Les Témoins de Jéhovah sont connus pour leur stricte neutralité à propos de la politique des nations et de leurs institutions gouvernementales et militaires. Ils annoncent dans le monde entier (Matthieu 24:14) que le Royaume de Dieu est le seul gouvernement capable d'assurer la paix, la prospérité et le bonheur. Par conséquent, ils ne veulent pas prendre parti pour un gouvernement humain et restent neutres en ce qui concerne les conflits entre les nations et le service militaire. Ils appellent cette position la neutralité chrétienne (Jean 17:14-16 ; 18:36 ; Actes 5:29).
Pour eux, l'ONU est d'inspiration satanique. La Société Watchtower est toutefois devenue, avec l'accord des membres du Collège central (la direction mondiale des Témoins de Jéhovah), un membre associé du Département d'information publique de l'Organisation des Nations unies (UN/DPI) en février 1992 et demande leur désaffectation en 2001.